# El carbonero (pintura)
[[Categoría:Cuadros de {{{3}}}]]
El carbonero es una pintura del siglo XX realizada en óleo sobre lienzo de tipo expresionista. Realizado por el pintor ecuatoriano Eduardo Kingman en 1934. La pintura ganó el primer puesto en el concurso de pinturas Salón Mariano Aguilera en el año de 1936.

## Descripción
El cuadro presenta la imagen de un jornalero que descansa, agotado por el trabajo, sobre un saco de carbón. La pintura de estilo expresionista posee colores claroscuro, estilo heredado de la escuela Quiteña.